# Walercin
Walercin (prononciation : [vaˈlɛrt͡ɕin]) est un village polonais de la gmina de Dębe Wielkie dans le powiat de Mińsk de la voïvodie de Mazovie dans le centre-est de la Pologne.
Il se situe à environ 8 kilomètres au nord de Dębe Wielkie (siège de la gmina), 11 kilomètres au nord-ouest de Mińsk Mazowiecki (siège du powiat) et à 34 kilomètres à l'est de Varsovie (capitale de la Pologne).
Le village compte une population de 130 habitants en 2014.

## Histoire
De 1975 à 1998, le village appartenait administrativement à la voïvodie de Siedlce.